# 飯塚まもる
飯塚 まもる（いいづか まもる、1960年1月5日 - ）は、日本のミュージシャン、シンガーソングライター。本名、飯塚 守（読み同じ）。東京都墨田区出身。

## 人物
学生時代より音楽に興味を持ち、フォークソング、ロックと双方に傾倒。
ソロの楽曲はすべて自身の作詞・作曲。ソロで活動する傍ら、ロックバンド1960（いちきゅうろくまる）のリーダーも務める。
都内を中心にライブ活動を行っている。
東京都墨田区・江東区を中心にアコースティックライブを毎月１度以上開催。2017年4月に100回目を迎えた。
2014年3月まで自身の経営していた焼き鳥店「鳥守」の名を冠に「鳥守ライブ」と名付けられていたが、閉店後は「飯塚まもるアコースティックライブ」に名称変更。

## 活動遍歴
- 1979年　吉幾三の付き人になる。
- 1981年　ロックバンド「ジェントリーウェーブ」結成。
- 1985年　ジョー山中の前座と司会を務める。
- 1986年　ソロ活動を始める。
- 1993年　吉プロモーション所属バンド「酔笑」（ヨイショ）に加入。
- 1996年　株式会社モリダイラ楽器主催「モーリスフォークビレッジ」に司会者兼ゲストとして3年間出演。
- 2001年　奥田富夫と共に「飯塚まもる & 1960 VWH BAND」結成。
- 2002年　ジェントリーウェーブ時代からの友人小松康伸が加入。
- 2004年　バンド名を1960に変更。幾たびかのメンバー変更があったが、2006年からは現在のメンバー（Vo.G 飯塚まもる/Vo.G 小松康伸/G 奥田富夫/Dr 伊藤真視/B 矢野孝良）。
- 2010年　「1960」として、NHK主催のアマチュアバンドコンテスト『熱血!オヤジバトル』に出場[1]。

全国437組のエントリーグループの中、「草野球だぜ!ベイビー」でグランプリを獲得し、同年3月21日「第13回熱血！オヤジバトル」に出演NHK総合で全国放送された。同年5月4日放送NHK-FMラジオ「第13回熱血！オヤジバトルスペシャル」に出演

- 2011年　「飯塚まもる & The Back Band」結成※のちに『ザ マーモルズ』に名称変更（Vo.G 飯塚まもる/G 奥田富夫/Dr 伊藤真視/B 松本純一/Key 椎名成人）。
- 2012年　『松本人志のコントMHK』最終回に出演。コントに初挑戦した。役名は「グレッグ」。
- 2013年7月　ザ マーモルズに神田豊が加入。
- 2017年　The Drop Trapsのボーカリスト、Jilly(江尻博之)と『マモル&Jilly』としてDuo活動を開始。
- 2019年　ザ マーモルズにアキシロ(ジューシィ・フルーツ)が加入。
- 2020年　アキシロとのYouTubeチャンネル「それいけ！マーモルズ」を配信開始。
- 2022年　ザ マーモルズの松本純一、椎名成人、神田豊とともに「飯塚まもるバンド」としてライブ活動を開始。

## ディスコグラフィー

### シングル
- 1995年　クロスロード／夢に舞う

1. クロスロード
2. 夢に舞う

- 2017年　ディスタンス

1. 隅田川
2. せいやっさ
3. ディスタンス

### アルバム
- 2010年　Boy's Heart※1960名義

1. 草野球だぜ！ベイビー
2. Musical sentimental shop St.
3. Driving Japan
4. 1960 Brother
5. 戦う男達のテーマ
6. I Love Guitar

- 2011年　My Songs

1. Sumidagawa
2. 建設中のスカイツリー
3. セピア色の風
4. OH マリア
5. ちょっと一息
6. 今夜君を

### 限定盤
- 2005年　戦う男達のテーマ※1960名義（限定自主出版）

1. 戦う男達のテーマ
2. サンドラットベースボール

- 2008年　マイソングス（限定自主出版）

1. My Song is My Soul
2. セピア色の風
3. Oh マリア
4. ちょっと一息
5. 少年のワルツ

- 2013年　Darling Baby※1960名義（限定自主出版）

1. Darling Baby
2. Next Door

- 2014年　祝・鳥守ライブ50回記念盤（鳥守ライブ#50来場記念配布）

1. 長嶋茂雄にあこがれて
2. オリンピックがやってくるヤーヤーヤー
3. 生きている今にすべてを注ぐ
4. いつもの店まで
5. せいやサァー
6. 狐と狸
7. いもロックブルース
8. 50（ゲージュー）
9. 鳥守の詩
10. Distance
11. 年の瀬
12. 恩師
13. 悲しくて
14. ハイウェイトワイライト

- 2017年　#100感謝です♪（飯塚まもるアコースティックライブ#100来場記念配布）

1. 恩師
2. オイラの恩師
3. Thank you~乾杯~

## その他
- 幼馴染との友情を描いた楽曲「50（ゲージュー）」が鳥守ライブで人気となり、2013年から「鳥守ライブ」のイメージソングに決定。鳥守ライブの映像を織り込みネット配信もした。
- 自身の半生を歌った曲「Sumidagawa」[2]はファンの間で好評であるため、1960のライブでも幾たびか披露している。
- 三人の若者の成長を描いた小説『三人物語』（田島晴 著。電子書籍パブー）の登場人物「有賀泰三」は、飯塚をモデルとしている。